# Santo Bugito
Santo Bugito (1995) – amerykańsko-francuski serial animowany wyprodukowany przez Klasky-Csupo, producenta seriali takich jak: Pełzaki i Zestresowany Eryk. Wersję polską opracowało Start International Polska.

## Fabuła
Serial opowiada o przygodach dwóch insektów – Paco i Pchły Lencho, którzy przeżywają niesamowite i zabawne przygody.

## Bohaterowie
- Paco
- Pchła Lencho

## Obsada
- Tony Plana – Paco
- Cheech Marin – Pchła Lencho

## Wersja polska
Wersja polska: Start International Polska

Reżyseria: Ewa Złotowska